# Miklós Horthy
Miklós Horthy de Baia Mare, cavaler de Szeged și Otranto (în maghiară Vitéz Nagybányai Horthy Miklós; n. 18 iunie 1868, Kenderes, Austro-Ungaria – d. 9 februarie 1957, Estoril, Districtul Lisabona, Portugalia) a fost un amiral maghiar și regent al Ungariei de la 1 martie 1920 până la 15 octombrie 1944.
În urma Primului Război Mondial, guvernul comunist al lui Béla Kun demisionează la 4 iunie 1919, iar la 6-7 august 1919 Béla Kun fuge în Austria. În martie 1920, Horthy, fostul comandant al flotei Austro-Ungare, a fost ales  de parlamentul ungar, cu 131 voturi din 141, regent al Ungariei. Titlul lui era „Serenissima sa alteță, regentul Regatului Ungar” (în maghiară „Ő Főméltósága a Magyar Királyság Kormányzója”).
A condus Ungaria în perioada interbelică și în timpul celui de al Doilea Război Mondial, instaurând un regim autoritarist de dreapta. Același regim autoritar l-a exercitat și în Transilvania de Nord, ocupată în urma Dictatului de la Viena. Sub conducerea regentului, guvernele de extremă dreaptă au promovat  legi care persecutau evreii. A dus o politică de exterminare a acestora spre sfârșitul războiului, când a permis deportarea evreilor în lagărele naziste.

## Biografie

### Tinerețea

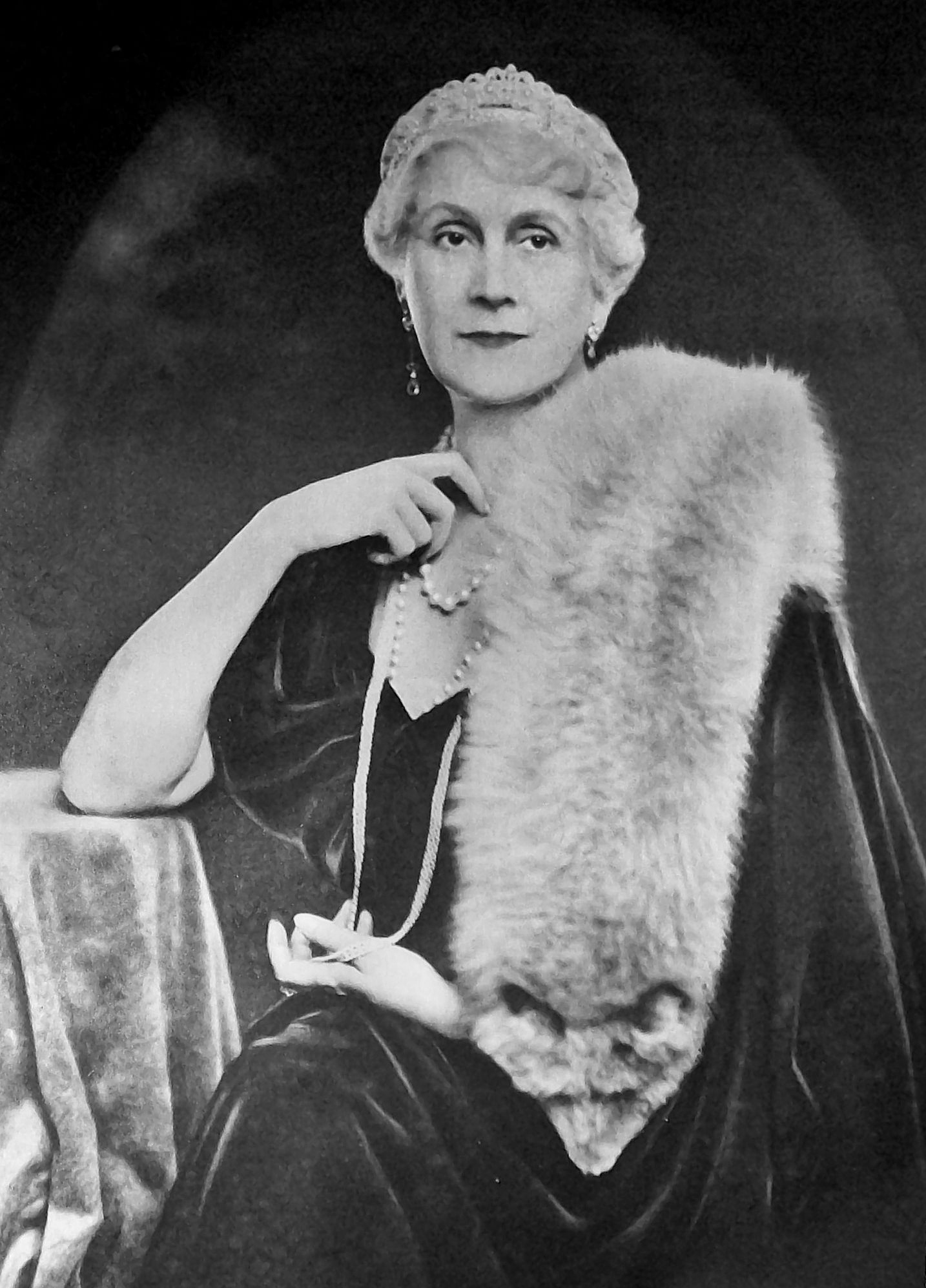
Magdolna Purgly, soția lui Miklós Horthy

Miklós Horthy a fost fiul lui István Horthy și al Paulei Halassy, care au avut împreună șapte băieți și două fete: Miklós, István (1858-1937), Zoltán (1860-?), Béla (1864-1880), Paula (1863-1906), Erzsébet (1871-?), Szabolcs (1873-1914), Jenô (1874-1876), și Jenô (1877-1954).
Miklós Horthy a absolvit școala elementară în orașul Kenderes (1874-1876), continuându-și studiile în orașul Debrețin, la Universitatea reformată (1876-1878). A studiat apoi la Colegiul Universitar al Institutului Lähne cu limba de predare germană din orașul Sopron (1878-1882), după care și-a continuat studiile în orașul Rijeka, la Academia de Marină.
În anul 1886 a primit gradul de Fregatten-Leutnant în marina austro-ungară. În 1890, la Istanbul, și-a satisfăcut stagiul militar la bordul navei de război „Taurus”. În perioada 1892-1894, Horthy a fost ofițer pe crucișătorul „Saida”. În anii 1908-1909, Horthy a devenit comandantul navei „Taurus”. Între 1909-1914 Horthy, care era stimat de împăratul Franz Josef al Austriei, avansează și devine, în timpul războiului, comandantul flotei austro-ungare.
Miklós Horthy s-a căsătorit la 22 iulie 1901, la Arad, cu Magdolna Purgly, fiica lui János Purgly și a Ilonei Vásárhelyi. Împreună au avut patru copii: Magdolna, Paula, István și Miklós.

## Perioada Primului Război Mondial
În Primul Război Mondial a luptat, inițial cu gradul de căpitan, apoi avansând până la rangul de comandant al flotei (martie 1918), împotriva flotei italiene, pe care a înfrânt-o de mai multe ori. La 8 iulie 1916, sub comanda lui Horthy, a fost atacat orașul italian Otranto, cu nava de luptă „Novara“, cu 3 bărci „Torpedo“ și cu un submarin „U-17”. Au fost distruse cinci nave italiene de pază militară. La 15 mai 1917 a avut loc o altă acțiune în același loc, Horthy pornind la luptă cu crucișătoarele: „Novara”, „Helgoland” și „Saida”. În urma acestei acțiuni militare, comandantul ungar a fost rănit la picioare și la cap, continuând, să conducă operațiunile de pe targă. Nava amiral a lui Horthy, SMS Szent István a fost scufundata de italieni in mai 1918. La 30 octombrie 1918 Horthy a primit gradul de viceamiral, însă a doua zi a primit ordinul împăratului Carol de a preda flota noului regat al Iugoslaviei.
În timpul tratativelor de pace de la Paris, la 21 martie 1919, Béla Kun a preluat puterea la Budapesta și a proclamat Republica Sovietică Ungară. La ordinul acestuia, armatele ungare au început să atace noile state abia întemeiate, inclusiv regatul României, cu care își manifestaseră  dorința de unificare fostele teritorii maghiare ale Ardealului, Banatului, Crișanei și Maramureșului. În această situație, Armata română a trecut la eliberarea teritoriului național și la atacarea Ungariei. La 4 august 1919 armata română a cucerit Budapesta și a eliberat Ungaria de sub regimul comunist.
La 4 iunie 1920, reprezentanții Ungariei au semnat Tratatul de la Trianon.

## Preluarea puterii. Perioada interbelică

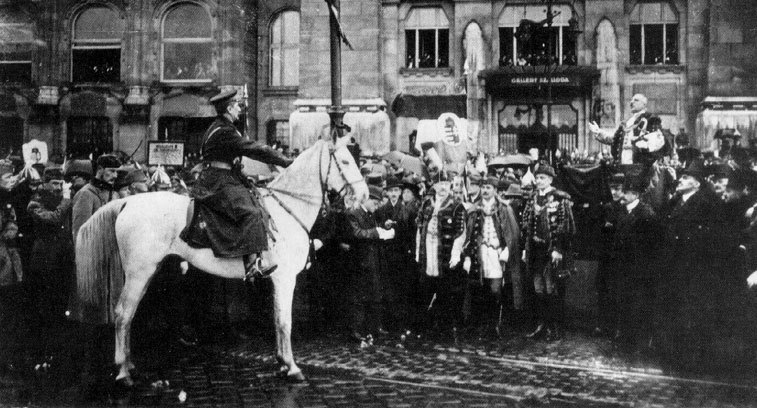
Horthy, intrând în Budapesta pe 16 noiembrie 1919

Sfârșitul războiului a însemnat blocarea accesului la mare pentru Ungaria. Serviciile de marină militară ale lui Horthy nu mai erau necesare. Dar, în 1919, cariera lui Horthy a luat o turnură nouă. După ocupația de patruzeci de zile a Budapestei, armata română s-a retras, iar la 16 noiembrie Horthy, care își avea sediul la Szeged, și-a făcut intrarea în capitala Ungariei. A fost reales regent în primăvara anului următor, la 1 martie 1920. După două tentative nereușite ale regelui Carol de a-și relua tronul, Horthy a devenit, la 7 noiembrie 1921, unicul domnitor al Ungariei, ca urmare a modificării constituției.
La 25 iulie 1920 Horthy l-a desemnat pe Pál Teleki ca prim-ministru, dar la 14 aprilie 1921 acesta a demisionat. Horthy l-a numit succesor la președinția guvernului pe István Bethlen, care fusese membru al delegației ungare la semnarea Tratatului de la Trianon, din 1920. Bethlen a deținut funcția de premier până la 14 august 1931.
În această perioadă, Horthy nu s-a implicat în viața politică, îndeplinind funcții strict protocolare. Importanța sa a crescut după 1938, odată cu anexarea primelor teritorii primite de la Hitler. Își făcea intrarea în orașele importante ale acestor provincii călare pe un cal alb.
Având o orientare conservatoare, Horthy a început să simpatizeze cu fascismul, dar mai mult pentru a se menține la putere. Personal nu a agreat mișcarea fascistă "hungaristă" din Ungaria, mai precis Partidul Crucilor cu Săgeți, liderul acestei organizații, Ferenc Szálasi, fiind întemnițat din ordinul lui Horthy.

Achiziții teritoriale între 1938-1941

Guvernarea horthystă a fost mai degrabă de factură conservatoare, autoritară. Când Hitler a început să-și arate puterea, forțând statele vecine să retrocedeze teritoriile anexate după Primul Război Mondial, Horthy a devenit aproape vasalul acestuia, întrucât reprezenta modul cel mai la îndemână în atingerea scopurilor iredentiste.
În noiembrie 1938, prin primul Arbitraj de la Viena, Ungariei i-a fost retrocedată o treime din Slovacia, iar cinci luni mai târziu Regiunea subcarpatică. Horthy a fost mai mult decât mulțumit de acest rezultat, întrucât singur recunoștea că „O intervenție militară ungară ar însemna un dezastru pentru Ungaria, fiindcă, la ora actuală, armata cehoslovacă are cele mai bune arme din Europa, iar Budapesta este la doar cinci ore distanță de granița cehoslovacă. În cazul unui raid aerian, m-ar neutraliza înainte s-apuc să mă scol din pat”. În 1940, prin cel de-al doilea Arbitraj de la Viena (supranumit în istoriografia română Dictatul de la Viena), Ungaria a anexat nord-vestul Transilvaniei. După dezmembrarea Iugoslaviei, în 1941, Ungaria a primit și Banatul Sârbesc, dar, la insistențele României, administrația acestei provincii a rămas una militară germană.

## Regimul Horthy în timpul celui de-al Doilea Război Mondial
Al Doilea Război Mondial, declanșat la 1 septembrie 1939, nu a atras și Ungaria la început. Între 16 și 24 august 1940 au avut loc la Turnu Severin negocierile dintre delegațiile României și Ungariei, în privința Ardealului. La 30 august 1940, la Viena a fost luată decizia asupra soartei Transilvaniei prin intermediul miniștrilor de externe ai Germaniei, Joachim von Ribbentrop și Italiei, Galeazzo Ciano. Partea nordică a teritoriului revenea Ungariei, iar cea de sud rămânea României. O lună mai târziu, trupele ungare au intrat în Ardealul de Nord. În aprilie 1941, Ungaria a devenit membru plin al Axei și, alături de Germania și Bulgaria, a participat la atacarea regatului iugoslav. Unitățile armatei germane au tranzitat Ungaria cu consimțământul lui Horthy. În semn de protest față de această acțiune, premierul ungar Pál Teleki s-a sinucis.
La 22 iunie 1941, Germania a atacat U.R.S.S.. Ungaria a intrat în război de partea Axei (numărul combatanților uciși sau dați dispăruți în lupte fiind de 120.000-147.000).
În 1942, după înfrângerea Germaniei și a aliaților Axei în Bătălia de la Stalingrad, Horthy a decis să înceapă negocieri de pace cu Aliații. Delegația secretă a fost condusă de Albert Szent-Györgyi și a avut mai multe întâlniri cu diplomații britanici din Istanbul. Ca și în cazul României, Hitler avea cunoștință de tatonările diplomatice.
În 1944 Armata Roșie ajunsese la frontiera Ungariei. Pentru a preveni o acțiune a lui Horthy în defavoarea lui, Hitler l-a chemat pe acesta pentru discuții în Austria, la castelul Kessheim, la marginea orașului Salzburg, foarte aproape de Berchtesgaden, reședința montană a lui Hitler. Însă, o dată ajuns acolo, Horthy a fost reținut cu forța vreme de 1-2 zile și ulterior practic deposedat de o mare parte din puteri. Germania era decisă să evite o ”a doua Italie", ieșită din Axă în 1943, așa că a pregătit din septembrie 1943 Operațiunea Margareta, în virtutea căruia, la 19 martie 1944, opt divizii germane, venind din zonele Belgrad, Zagreb, Viena și Cracovia, au ocupat Ungaria. Sub presiunea Germaniei, Horthy a fost nevoit să procedeze la schimbare a guvernului. Un guvern-marionetă a fost instalat la putere, pe 23 martie 1944, condus de premierul Döme Sztójay. Horthy a rămas șef al statului. (Pe larg, v. mai jos.)
Adolf Eichmann, șeful secției din ministerul securității germane ce se ocupa cu deportarea evreilor, împreună cu comandanții unităților SS speciale Sondereinsatzkommando, Hermann A. Krumey și Dieter Wisliceny (acesta din urmă desemnat anterior pentru Grecia), au ajuns la Budapesta cu un grup de ofițeri SS. Eichmann a ordonat conducerii comunității evreiești să se prezinte la o conferință pentru a-i cere înființarea unui organism administrativ numit "Consiliul Evreiesc" (în germană "Judenrat"). Acesta urma să execute ordinele germane. La 21 martie a luat ființă Consiliul Evreiesc, avându-i ca membri pe: Dr. Ernő Bóda, Dr. Ernő Pető, Dr. Károly Wilhelm, Dr. Samu Csobádi, Samu Kahan-Frankl, Fülöp Freudiger și Dr. Nison Kahan. Șeful consiliului era Samu Stern. La 29 martie a intrat în vigoare o nouă lege care înăsprea regimul de discriminare a evreilor din Ungaria, introducea obligativitatea stelei galbene cusută pe îmbrăcăminte, instituia înregistrarea proprietăților și concentrarea populației evreiești în anumite zone.
Eichmann a împărțit Ungaria în 10 districte jandarmerești și 6 zone operaționale antievreiești: zona I Carpați; II Transilvania; III Țara de Sus (Felvidék, adică Slovacia); IV Țara de Miazăzi (Délvidék, adică Voivodina); V Transdanubia (Dunán-túl, adică Pannonia la vest de Dunăre); VI Budapesta. Deportarea și concentrarea populației evreiești a fost efectuată de trupele speciale de acțiune Sondereinsatzkommandos, aduse din localitatea austriacă Mauthausen, unde era în funcțiune unul din temutele lagăre de concentrare naziste.
„Primul ministru devine Döme Sztójay, pe 19 martie la ședința consiliului de miniștri Döme anunță numirea noului ministru de interne Andor Jarros și noii secretari de stat Endre Baky și László Endre”—Pelle János: A katolikus egyház és a zsidótörvények. Saly Dezső: i.m. 589.
Suveranitatea Ungariei exista din 19 martie 1944 numai pe hârtie. În calitate de martor citat, Horthy declara la Nürnberg (T/1246): germanii deveniseră șefi de facto ai statului ungar.
Operațiunea "Margarethe I" 
Ca urmare a victoriilor Aliaților, șeful statului, Horthy, și guvernul Miklós Kállay au început să se miște încă din 1943 în direcția ieșirii Ungariei din război. Unele liberalizări i-au iritat pe nemți, de exemplu cererea retragerii armatei ungare din Ucraina sub pretextul apărării în Carpați; protecția fizică acordată evreilor; articolele critice antinaziste sporadice din presa ungară. Teama de o ocupație sovietică îi determinau pe Horthy și Kállay la prudență. Hitler s-a gândit să determine invadarea Ungariei cu trupe române, slovace și croate, ca măsură de pedepsire a lui Horthy, dar s-a răzgândit. La 19 martie 1944 a avut loc ocuparea Ungariei, sub numele de cod "Margarethe I". Mareșalul Reichului Heinrich Himmler, șeful Oficiului Suprem al Securității Reichului (RSHA) Ernst Kaltenbrunner, trupele de uscat comandate de feldmareșalul Maximilian von Weichs, 600 de agenți ai Gestapo-ului și ai Serviciului de Securitate (SD) sub comanda lui Hans Geschke și o subunitate specială de circa 250 de ofițeri SS, în frunte cu Adolf Eichmann, șeful Biroului IV B 4 din RSHA, au fost cei însărcinați cu implementarea "planului Margareta I".
La 17 martie 1944, când Horthy și ministrul de Externe, Jenő Ghyczy, ministrul Apărării, Lajos Csatay, generalul Ferenc Szombathelyi, șeful Statului Major al Armatei maghiare, și Miklós Kállay, ambasadorul ungar la Berlin, au dat curs "invitației" lui Hitler sosind la castelul Klessheim de lângă Salzburg, operațiunea de ocupare a Ungariei fusese lansată. Horthy a încercat să-i explice lui Hitler planul maghiar de "dezangajare". 
„Cum era de așteptat, Hitler nici nu a vrut să-l audă pe cel care se angajase față de Führer că-l va anunța, din timp, în cazul ieșirii Ungariei din război, poate că și din frică, nu lua nicio hotărâre drastică.

Pus în fața alternativei ori o Ungarie ocupată, ori un guvern extremist progerman, Horthy a încercat să câștige timp. Berlinul nu a mai așteptat decizia acestuia și la 19 martie 1944, a ordonat armatei germane să ocupe Ungaria. Trei zile mai târziu, Sztójay a devenit prim-ministru și ministru al afacerilor externe.
Numirea în ministerul de interne a doi antisemiți notorii, László Endre și László Baky, responsabili cu rezolvarea "problemei evreiești", a înlesnit considerabil activitatea subordonaților lui Eichmann. După numirea sa ca secretar de stat, Baky a declarat cinic și fără echivoc: "Sarcina mea privește stârpirea totală și definitivă a ticăloșilor evrei și a stângii politice. Sunt convins că guvernul va reuși să ducă la bun sfârșit această misiune covârșitoare, care este de o importanță politică colosală“. Bombardamentele aliate asupra Budapestei se intensificaseră.
László Baky, susținut de Gestapo și SS, încercase printr-o lovitură de stat să ajungă la putere" "La 4 iulie 1944", scrie Braham, "Horthy l-a rugat pe Edmund Veesenmayer" (emisarul plenipotențiar al lui Hitler în Ungaria) "să retragă Gestapoul, ca suveranitatea Ungariei să poată fi restabilită. El și-a exprimat totodată nemulțumirea pe care o resimțea față de Sztójay și disprețul pe care îl avea pentru Baky și Endre (responsabilii cu deportările evreilor)." Două zile mai târziu, Horthy l-a informat pe ambasadorul Germaniei că intenționa să oprească deportările evreilor, iar la 7 iulie 1944 Horthy ordona "încetarea transferului de evrei către Germania." Horthy se baza pe loialitatea armatei maghiare, pe prietenii politici și pe fiul său, Horthy Miklós junior, care stabilise legături cu Aliații, cu șefii evreimii budapestane și cu diverse grupări antinaziste. ”—Teșu Șolomovici, ZIUA. Randolph L. Braham, "Politica genocidului. Holocaustul în Ungaria", Editura Hasefer, 2003
Pus în fața capitulării României și a trecerii acesteia de partea Aliaților, Horthy a demis în cele din urmă guvernul și a încercat formarea unuia nou. În paralel, a purtat negocieri cu sovieticii. La 15 octombrie 1944 Horthy anunța oficial la radio, că Ungaria ieșea din război, însă Hitler îi ordonase cu o zi înainte comandantului Otto Skorzeny să plece în Ungaria cu o misiune specială. Miklós, fiul lui Horthy, a fost arestat în aceeași zi și folosit drept ostatec de către Gestapo. Ulterior, comandoul special condus de Skorzeny a dus la îndeplinire operațiunea Panzerfaust: a intrat în Budapesta cu 42 de tancuri din clasa Tiger ("Tigru") și cu unitatea Goliath. La 16 octombrie 1944, Horthy a fost capturat în palatul regal din Buda, fiind forțat să revoce armistițiul și să abdice o zi mai târziu.
„La 15 octombrie 1944 Horthy anunța la radio următoarele:
"Țelul de căpătâi al Ungariei a fost politica externă. Prin pace am dorit revizuirea cel puțin parțială a Tratatului de la Trianon. Speranțele noastre în Liga Națiunilor au rămas neîmplinite. La începutul crizei mondiale, Ungaria nu a avut intenția să ocupe teritorii. Noi nu am avut o intenție agresivă împotriva Republicii Cehoslovacia, Ungaria nu a dorit realipirea prin război  a teritoriilor.
Noi am intrat în Bácska" (Bacika, partea de vest a Voivodinei) "numai după prăbușirea statului Iugoslavia. Noi am acceptat prin pace arbitrajul puterilor Axei privind teritoriile luate de România în 1919. Ungaria a fost forțată să intre în război împotriva Aliaților. Noi nu am dorit să ridicăm ambiția noastră prin putere și nu am avut intenția să ocupăm de la nimeni nici măcar un metru pătrat.
Azi este clar că germanii au pierdut războiul. Toate guvernele sunt responsabile pentru destinul lor. Cum zicea Bismarck, "Nu există o națiune care se sacrifică pe altarul alianțelor". Aceasta este consecința responsabilității istoriei mele.
În martie anul acesta führerul Adolf Hitler m-a invitat să negociem în ceea ce privește repatrierea armatei maghiare - un subiect ridicat de mine. El m-a informat că Ungaria va fi ocupată de forțe germane. Germania a invadat Ungaria. Au arestat cetățeni unguri și membri din parlament, și pe ministrul de interne al guvernului, au violat suveranitatea maghiară. Mi-au cerut să desemnez un guvern care se bucură de încrederea Germaniei, guvernul Döme Sztójay. Germania nu s-a ținut de cuvânt. Sub ocupația germană, Gestapoul a tratat problema evreiască în manieră incompatibilă cu normele umane. Locotenentul Szilárd Bakay, comandantul Budapestei a fost atacat și scos din funcție de agenții germani (...). Avioanele germane au lansat parașutiști împotriva guvernului. Am primit informații că trupele progermane intenționau să forțeze politica și să răstoarne guvernul nostru pe care l-am desemnat, iar teritoriul Ungariei să devină teatru al operațiunilor Reichului. M-am decis să-mi apăr Ungaria chiar împotriva aliatului german. Nu permit ca națiunii ungare să-i fie luate libertatea și independența. Am informat reprezentanții al Reichului despre armistițiul militar!”—Admiral Nicholas Horthy Memoirs Annoted by L. Simon 
În urma operațiunii Panzerfaust, Horthy este arestat și forțat să abdice, fiul său fiind răpit de către Gestapo. Ferenc Szálasi a fost instalat prim-ministru și, introducând un regim dictatorial sub ocupație nazistă, în câteva luni a deportat evreii din ghetourile Budapestei. Mulți au fost împușcați și aruncați în Dunăre.
Horthy a petrecut restul războiului împreună cu familia sub strictă pază SS, rupt de lumea exterioară, în castelul Hirschberg din Bavaria. Ordinul de execuție dat de Heinrich Himmler, către sfârșitul războiului, pentru executarea familiei Horthy, nu a fost executat. Horthy fost arestat de către americani, în mai 1945.

## Horthy și situația evreilor (1920 - 1944)
Ungaria a fost printre primele state din Europa interbelică ce a legiferat măsuri antisemite. Încă din 1920 a adoptat legea privind reglementarea admiterii în învățământul superior, scopul declarat al legii fiind „contingentarea cu înțeleaptă chibzuință a numărului studenților”. În realitate, era vorba de limitarea la anumite procente a studenților aparținând etniilor minoritare.
Începând din 1938, s-au luat o serie de măsuri antievreiești. Legea numită „Asigurarea mai eficientă a echilibrului vieții sociale și economice” limita accesul evreimii la viața economică și socială din Ungaria. Circa 250.000 de evrei și-au pierdut locurile de muncă. Peste numai o jumătate de an, parlamentul ungar a adoptat o altă lege antisemită, care stabilea că trebuiau considerați evrei, alături de cei de religie iudaică, toți cei cu un părinte ori doi bunici de religie iudaică în momentul, ori înaintea, intrării în vigoare a legii. Noțiunea de evreu a fost extinsă ulterior prin legea din 1941, privind „apărarea rasei”. „A treia lege evreiască” interzicea căsătoriile mixte.
În timpul războiului, Endre László, numit secretar de stat la Ministerul de Interne, declara la radio:
„Unanimitatea societății ungare apărătoare a purității rasiale urgentează de aproape 25 de ani rezolvarea problemei evreiești. [...] Nu de un an-doi, ci de decenii întregi, ca să spunem așa, prima în Europa, maghiarimea a simțit pe propria piele ce pericol catastrofal reprezintă creșterea în proporții tot mai mari a influenței evreiești. De-a lungul unei lupte de decenii s-a cristalizat convingerea că numai o rezolvare radicală poate duce la rezultatul definitiv și satisfăcător, dorit de ambele părți. Convingerea noastră de nestrămutat putem s-o sintetizăm astfel: pentru neamul nostru maghiar, evreimea este un element care nu este dorit, nici din punct de vedere moral, nici spiritual, nici fizic. Conștienți de această descoperire, trebuie să căutăm acea rezolvare care departajează și elimină în întregime evreimea din viața ungurimii”
Adolf Eichmann a mărturisit la proces că „guvernul ungar a plătit 5.000 de mărci pentru deportarea fiecărei familii de evrei”.
Evreii din Transilvania atribuită Ungariei după al doilea dictat de la Viena, au suferit în special către sfârșitul războiului (15 mai - 9 iulie 1944), după ocuparea Ungariei de către naziști: au fost adunați în ghetouri, apoi au fost trimiși la Auschwitz cu miile sub atenta supraveghere a lui Edmund Veesenmayer, emisarul special al lui Hitler la Budapesta, chiar câte 12.000, uneori chiar 14.000 de oameni pe zi.
Ritmul susținut au forțat autoritățile de la Berlin să tempereze acest proces din lipsa unui număr corespunzător de facilități pentru gazare și incinerare. Este semnificativ faptul că, pentru a putea prelua evreii din Ungaria, la Auschwitz au fost întărite furnalele și coșurile, au fost repuse în funcțiune vechile camere de gazare, s-au săpat șanțuri pentru arderea cadavrelor, ce nu mai intrau la crematoriu, a fost mărit personalul de circa patru ori.
„Unul din consilierii ambasadei germane din Budapesta s-a prezentat de trei ori la Ministerul de externe și a atras atenția cu pregnanță că reprezintă un interes comun [nazisto-horthyst]; să nu se comită excese polițienești, care ar putea genera contramăsuri pe plan extern, nu numai împotriva cetățenilor unguri, ci și a cetățenilor germani. În mod deosebit s-a atras atenția guvernului ungar asupra tratamentului corespunzător ce trebuie aplicat cetățenilor considerați dușmani și averii acestora; s-a transmis sinteza reglementărilor germane în acest domeniu, exprimând dorința ca din partea ungară să nu se întreprindă măsuri care să le depășească pe acestea”—„Vádirat a nácizmus ellen”, Budapest, 1958, vol. I, p. 288
Horthy, dându-și seama de gravitatea fără precedent a atrocităților antisemite petrecute sub conducerea sa, în contextul ocupației naziste a țării, și-a pregătit un alibi imbatabil pentru perioada următoare. În prima fază 29 martie 1944 a dat mână liberă guvernului de sub conducerea sa cu privire la ordonanțele guvernamentale antievreiești, nedorind să exercite influență în privința acestora. Conform presiunii germane a numit la Ministerul de Interne, secretari de stat cu misiunea de „a rezolva problema evreiască”, pe László Baky și pe László Endre, oamenii lui de încredere, pe care Horthy îi știa încă de la Seghedin (1919), cunoscuți în țară ca antisemiți vehemenți. La învestirea lui Baky, Horthy i-a spus:
„Te numeri printre ofițerii mei vechi din Seghedin, știu că îmi ești devotat, mă încred total în tine, de aceea te numesc, în aceste zile grele, secretar de stat la Ministerul de interne. Azi avem nevoie de cei mai buni unguri... Urăsc evreii galițieni și comuniști. Afară cu ei din țară! Afară! Afară! ”—Lévai Jenő, „Zsidósors Magyarorzságon”, pp. 99-100
Rudolf Kasztner nu a plecat. El a continuat negocierile cu Adolf Eichmann. Din ianuarie până în aprilie 1945 a locuit în cazărmile Gestapoului din Viena, a jucat jocuri de noroc și a consumat băuturi cu naziștii.  (Chapter 8 The “Free Europa” Plan June 1944—April 1945 Kurt Gerron-Bilsky, p. 17)
„Pentru Adolf Eichmann activitatea lui Rudolf Kasztner era atrăgătoare, din cauză că Kasztner a știut ce se întâmplă în ghetoul de la Varșovia, și astfel a preîntâmpinat o răscoală evreiască în Ungaria”—Chapter 8 The Free Europa Plan June 1944—April 1945 Kurt Gerron Bilsky, p. 7

### "Operation Panzerfaust"
La 7 iulie 1944, Horthy însă ordona "încetarea transferului de evrei către Germania". Eichmann s-a manifestat foarte furios și, în pofida ordinelor lui Horthy, a continuat deportările. La 7 august 1944, Horthy a remaniat guvernul; Baky și Endre au încetat să aibă ca resort, problema evreiască. La 29 august, un alt general, Géza Lakatos, a devenit premier în locul generalului Sztojaj. Horthy pregătea ieșirea Ungariei din război și ruperea alianței cu Germania. Evreii rămași în viață erau însuflețiți de speranțe noi, mai ales cei din Budapesta, asupra cărora planase amenințarea unei deportări iminente. Speranțe deșarte, pentru că Hitler nu a dorit încă o experiență asemănătoare cu cea a ieșirii României din război alături de puterile Axei și dăduse semnalul punerii în aplicare a acțiunii de instalare a unui guvern supus cu numele de cod "Operation Panzerfaust" (Operațiunea Puștii Antitanc).
Se apreciază că peste 20.000 de evrei polonezi, români și slovaci au fost trimiși în 1941 în zonele abia cucerite din Polonia răsăriteană, la muncă forțată. Abia au scăpat câțiva de la moarte, pentru a evada și a povesti cele întâmplate. Alți peste 50.000 de evrei au fost trimiși de autoritățile horthyste, tot în cursul războiului, în detașamente de muncă forțată pe teritoriul Ucrainei. Șase din șapte oameni au murit.
Doi evrei au reușit să scape de la Auschwitz și să povestească aliaților tratamentul la care au fost supuși. Raportul „Vrba-Wetzler” conținea declarațiile celor doi evadați din lagărele de la Auschwitz. Detaliile din raport au fost transmise la 15 iunie la B.B.C., iar la 20 iunie au fost publicate și în „The New York Times”. Papa Pius XII, Președintele Franklin D. Roosevelt și regele Gustav V al Suediei i-au trimis scrisori lui Horthy prin care cereau oprirea atrocităților antievreiești.
Drept rezultat, la presiunile Occidentului, la 7 iulie 1944 Horthy a oprit deportarea evreilor. El a rezistat ulterior presiunilor lui Hitler, care îi cerea deportarea celor 200.000 de evrei din Budapesta, iar Biserica Romano-Catolică a Ungariei a eliberat pentru evrei numeroase certificate de botez. După ce Horthy a întors de la graniță un tren cu 1.600 de evrei, la 15 iulie 1944, în ziarul „The New York Times” a apărut un articol care prezenta Ungaria drept ultimul refugiu al evreilor din Europa ocupată de nazism și menționa faptul că ungurii au încercat să protejeze evreii.
„Mrs. Anne O'Hare McCormick wrote in The New York Times of 15 iulie 1944:
It must count in the score of Hungary that until the Germans took control it was the last refuge in Central Europe for the Jews able to escape from Germany, Austria, Poland and Rumania. Now these hapless people are exposed to the same ruthless policy of deportation and extermination that was carried out in Poland. But as long as they exercised any authority in their own house, the Hungarians tried to protect the Jews."”—Hungary, the Unwilling Satellite 8: A Refuge for One Million Jews ISBN 978-1-931313-57-5
Totuși în perioada imediat următoare, mai ales după abdicarea lui Horthy din 1944, ritmul deportărilor a crescut semnificativ. În total se estimează că au fost deportați circa 450.000 de evrei din Ungaria.

### Consiliul Evreiesc Central
Fülöp Freudiger a fost unul din liderii marcanți și foarte activi ai evreilor din Ungaria. El a crezut, până aproape de sfârșitul războiului, că evreimea maghiară trecea prin momente grele, dar că nu putea fi anihilată așa cum se întâmplase cu alte comunități evreiești europene. Freudiger făcea parte dintr-un grup de conducători evrei care s-a lansat într-o acțiune îndrăzneață: cum conducerea maghiară nu reacționa la demersurile liderilor evrei, atunci urmau a fi abordați șefii SS-iști, pentru ajunge la anumite aranjamente. Naivitate care a reprezentat cea mai mare greșeală din istoria evreimii maghiare. Freudiger făcea parte din Consiliul Evreiesc Central, forumul suprem al evreimii maghiare și al Transilvaniei de Nord. Prin rabinul Michael Dov Weissmandel și Gisi Fleischmann, responsabili ai Grupului Muncitoresc al Consiliului Evreiesc din Bratislava, Freudiger stabilise contacte cu câțiva ofițeri SS de rang din Sonderkommando-ul lui Eichmann, staționați la Budapesta, între care însuși Dieter Wisliceny. Rabinul ceh Weissmandel reușise să-l mituiască pe Wisliceny, când acesta se ocupa de lichidarea evreilor slovaci. Mita a fost atât de mare, încât deportările chiar încetaseră în Slovacia. Freudiger l-a contactat pe Wisliceny și a reușit să salveze un număr de 80 de evrei proeminenți din ghetourile maghiare. Negocierile cu SS-ul, în special cu Wisliceny, urmate de mită uriașă, au fost continuate de evreul clujean Kasztner Resző și de Joel Brand, doi membri marcanți ai Consiliului evreiesc maghiar și ai "Vaadah"-ului (Comitetul de Salvare și Ajutorare). Freudiger stabilise niște legături "aproape prietenești" cu criminalul SS-ist. E aproape sigur că Wisliceny, care lucra uneori direct cu Himmler și Eichmann, i-a comunicat lui Freudiger, la începutul lunii august 1944, că viața îi este în primejdie și că ar trebui să dispară imediat din Budapesta. Așa s-ar putea explica fuga lui Freudiger la București. Relatând povestea lui Freudiger, istoricul israelian Iaakov Geller scrie că România mareșalului Ion Antonescu ținea, uneori, "poarta deschisă" pentru refugiații evrei care se ascundeau de persecutarea lui Eichmann.

### Rudolf Kasztner acuzat de Rudolf Vrba că nu l-a informat pe Horthy
Rudolf (Rezső) Kasztner, evreu din Cluj, s-a mutat la Budapesta, după anexarea Transilvaniei de Nord, devenind unul din liderii evreimii maghiare, președintele organizațiilor sioniste din Ungaria. Activitatea sionistă o începuse la Cluj, unde funcționa și un "Comitet de salvare" ("Vaad Hatzala") din care făceau parte Kasztner, socrul său, Josef Fischer, președintele Consiliului Evreiesc, Ernst Marton, redactorul-șef al ziarului "Uj Kellet", Hilel Danzig, fost deputat în Parlamentul României ș.a. După război, Rudolf Kasztner a fost acuzat de Rudolf Vrba (Walter Rosenberg), unul din autorii "Protocolului Auschwitz" că, deși avea cunoștință de raportul pe care el l-a scris împreună cu Alfred Wetzler (Josef Lanik), celălalt evadat de la Auschwitz, a ascuns celorlalți membri ai Consiliului evreiesc ororile lagărului morții și nu s-a străduit ca aceste relatări să ajungă la cunoștința regentului Horthy. Se poate specula în ce măsură s-ar fi angajat Horthy în stoparea deportării evreilor maghiari dacă ar fi aflat de la Kasztner amploarea exterminării derulate de germani.
Horthy, marginalizat de Hitler, a avut totuși puterea de a interveni energic și de a opri, la 7 iulie 1944, deportările. La acea dată vârfurile puterii din Ungaria fuseseră informate despre soarta evreilor deținuți la Auschwitz. Era însă prea târziu. Majoritatea evreimii maghiare nu mai era in viață.
„Kasztner, ca și ceilalți responsabili din conducerea evreiască, știau ce s-a petrecut cu evreii din țările ocupate de naziști și, în special, erau informați despre uciderea evreilor maghiari deportați la Auschwitz. Dar ei n-au ales tactici de rezistență și de luptă împotriva naziștilor, ci acele tactici, dovedite falimentare, de a câștiga timp într-o "cursă contra cronometru". Aceste tactici, concluzionează Braham, "porneau de la premisa că situația militară la aceea oră era favorabilă Aliaților și că eliberarea Ungariei avea să se întâmple în cel mai scurt timp, forțele sovietice fiind tot mai aproape de Carpați. Însă liderii evrei, singuri și lipsiți de ajutor, nu au înțeles că în fruntea listei de priorități a germanilor și maghiarilor (...) stătea aplicarea urgentă a soluției finale. Tocmai pentru că naziștii erau conștienți de înfrângerea iminentă a Axei, și-au reunit eforturile pentru a câștiga măcar războiul împotriva evreilor. Neștiind să se apere, liderii evrei au continuat să se bizuie pe tehnicile care dăduseră cândva roade, în condițiile de relativă normalitate de dinaintea ocupației germane. Au făcut apeluri și au înaintat petiții diferitelor autorități guvernamentale și ecleziastice, luptând cu disperare să salveze ceea ce încă mai putea fi salvat."”—Politica genocidului: Holocaustul din Ungaria/Randolph L. Braham; trad. de Cătălin Patrosie . - Ed. prescurtată. Editura Hasefer, București, 2003. ISBN 973-630-025-0
Potrivit unora dintre surse, Horthy a crezut constant că evreii erau trimiși în lagăre de muncă forțată, nu pentru exterminare, și că abia în 1944 ar fi aflat adevărul, după evadarea lui Vrba (Rosenberg) și a lui Wetzler (Lanik).
Din 825.000 de evrei existenți în Ungaria înainte de război, au supravețuit Holocaustului doar 260.000. Mare parte au fost deportați și alții s-au refugiat.

## Evreii transilvăneni
Din Transilvania au fost trimiși spre exterminare în total circa 166.000 de evrei, din care circa 15.000 în 1941. Aproximativ 150.000 au fost deportați în 1944, după ocuparea Ungariei de către trupele naziste (operațiunea Margarethe I) și instaurarea unui guvern pronazist (operațiunea Panzerfaust).
În dimineața zilei de 3 mai 1944, la ora 5, a început concentrarea evreilor din zona II spre ghetouri. Evreii din Maramureș, Satu Mare și Baia Mare au fost concentrați în 11 ghetouri, iar evreii din Cluj, Bistrița și Oradea au fost izolați prin Decretul nr. 6163/1944. La 10 mai 1944, toți evreii erau concentrați. Adolf Hitler l-a însărcinat pe însărcinatul lui personal, Edmund Veesenmayer, să raporteze numărul celor din ghetouri, în raportul din 11 mai 1944 figurând pe listă 325.000 de persoane. După ce evreii au fost înghesuiți în spații neamenajate, fără facilități sanitare, autoritățile maghiare au invocat pericolul epidemiilor, cerând deportarea cât mai grabnică a celor închiși.
„Eu am trecut la începutul lui aprilie [1944] prin Munkács, să supraveghez ghetoizarea. S-a prezentat la mine comandantul jandarmeriei din Sighetul Marmației și mi-a spus că nu este în stare să efectueze [...] ghetoizarea în Sighetul Marmației, din lipsa clădirilor corespunzătoare, a instalațiilor sanitare. Trebuie să-și abandoneze activitatea sau să i se ia «surplusul de oameni» și să fie duși în vestul Ungariei sau chiar în Germania. Cum am sosit la Budapesta, m-am îndreptat spre Eichmann și i-am atras atenția: Baky îl va chema în curând la telefon și îi va cere să decidă. La prânz, între orele 2 și trei, ne-am întâlnit în cabinetul lui Baky [...] Secretarul de stat Baky i-a povestit lui Eichmann care este situația în Maramureș, apoi a spus: "Te întreb deci, dragă Adolf, să abandonez ghetoizarea sau ești dispus să-i preiei de la noi pe evrei?"— "Mein lieber Laci, (Dragul meu Laci), cu aprobarea pe care mi-a remis-o forul meu superior, pot să-ți declar imediat, acum, că suntem gata să vă preluăm toți evreii. Discuția n-a durat nici 15 minute.”—SS-Hauptsturmführer Dieter Wisliceny, mărturie din 1946
Trenurile cu deportați din Transilvania de Nord care au trecut prin Kassa (Košice) în 1944: date, originea transporturilor și numărul de deportați.
| - 16 mai Sighetu Marmației 3.007 - 17 mai Ökörmező (azi Ucraina) 3.052 - 18 mai Sighetu Marmației 3.248 - 19 mai Vișeu de Sus 3.032 - 19 mai Satu Mare 3.006 - 20 mai Sighetu Marmației 3.104 - 21 mai Vișeu de Sus 3.013 - 22 mai Sighetu Marmației 3.490 - 22 mai Satu Mare 3.300 - 23 mai Vișeu de Sus 3.023 - 23 mai Oradea 3.110 - 25 mai Oradea 3.148 - 25 mai Cluj 3.130 - 25 mai Aknaszlatina (azi Ucraina) 3.317 - 25 mai Vișeu de Sus 3.006 - 26 mai Satu Mare 3.336 - 27 mai Târgu Mureș 3.183 - 28 mai Dej 3.150 - 28 mai Oradea 3.227 - 29 mai Cluj 3.417 - 29 mai Satu Mare 3.306 - 29 mai Oradea 3.166 - 30 mai Târgu Mureș 3.203 | - 30 mai Oradea 3.187 - 30 mai Satu Mare 3.300 - 31 mai Cluj 3.270 - 31 mai Baia Mare 3.073 - 31 mai Șimleu Silvaniei 3.106 - 1 iunie Oradea 3.059 - 1 iunie Satu Mare 2.615 - 2 iunie Bistrița 3.106 - 2 iunie Cluj 3.100 - 3 iunie Oradea 2.972 - 3 iunie Șimleu Silvaniei 3.161 - 4 iunie Reghin 3.149 - 5 iunie Oradea 2.527 - 5 iunie Baia Mare 2.844 - 6 iunie Dej 3.160 - 6 iunie Bistrița 2.875 - 6 iunie Șimleu Silvaniei 1.584 - 8 iunie Dej 1.364 - 8 iunie Cluj 1.784 - 8 iunie Târgu Mureș 1.163 - 9 iunie Cluj 1.447 - 27 iunie Oradea 2.819 |

Datele au fost strânse de comandantul gării din Košice, Miklós Gaskó ("Halálvonatok" Menóra, Toronto, 1984, pp. 4–12).

## Horthy și fascismul

Moneda de 5 Pengő din 1943 cu portretul lui Miklós Horthy

## Situația cetățenilor din teritoriile anexate după 1938, sub regimul horthyst

### Polonezi, români, slovaci și ruteni
În timpul negocierilor ungaro-slovace care au precedat Arbitrajul de la Viena, Hitler îi pusese în vedere lui Horthy, faptul că Ungaria nu va primi orașul Bratislava (ung. Pozsony, ger. Pressburg), cu numeroși locuitori de etnie germană, deoarece germanii nu voiau să fie o minoritate în Ungaria și fiindcă tratamentul ungar aplicat minorităților conlocuitoare era binecunoscut în Germania.
Ungaria a acaparat de la Slovacia, prin Arbitrajul de la Viena, un teritoriu de 11.927 km², având o populație de circa 1.060.000 de locuitori (506.208 maghiari, 290.107 slovaci, 26.227 evrei, 13.184 germani, 1.892 ruteni și 14.714 alte naționalități, conform recensământului din 1930, la care se adaugă persoanele apărute în urma sporului natural). La 11 noiembrie 1938, Miklós Horthy a intrat solemn în principalul oraș câștigat, Košice. În plus, mai târziu, pe calea armelor, Ungaria a mai câștigat teritorii din Rutenia, uneori chiar fără locuitori maghiari.
Deși la început maghiarimea din teritoriile anexate au salutat apariția autorităților ungare, câteva luni mai târziu, se pronunțau pentru revenirea la Cehoslovacia. Nu obiectau că făceau parte din Ungaria, ci îi nemulțumea regimul autoritar al lui Horthy, care menținuse Ungaria într-o înapoiere economică încă din 1920. Față de condițiile cehoslovace de viață, situația nouă era net inferioară. Viața era mai scumpă și munca mai grea.
Autoritățile ungare au îndepărtat noile minorități din viața politică și administrativă și au săvârșit o serie de violențe împotriva lor. Cel mai cunoscut caz este cel petrecut în timpul Crăciunul din anul 1938, când ungurii au deschis focul asupra slovacilor care părăseau o biserică, doar pentru că au cântat un cântec patriotic slovac în timpul liturghiei. Tribunalele militare speciale care condamnau la moarte membrii rezistenței slovace erau la ordinea zilei. Proprietățile le erau confiscate, li se luau licențele, li se închideau magazinele și instituțiile de învățământ, erau dați afară din servicii, le erau arse cărțile și bibliotecile, erau torturați, dacă refuzau să folosească limba maghiară în situații oficiale, chiar și în cadrul serviciului divin. La 5 noiembrie 1938, a început deportarea „coloniștilor” cehi și slovaci din teritoriile anexate. La amenințările guvernului slovac, Ungaria a încetat aceste măsuri, în schimb a contingentat slovaci în armata a II-a Ungară, care a fost trimisă pe frontul sovietic. Această armată a fost învinsă definitiv în Bătălia de la cotul Donului, din 1942-1943, înregistrând pierderi imense.

### Sârbi
În urma ocupării Voivodinei de către armatele germane, în 1941, regiunile Bačka și Baranja au fost cedate Ungariei, în timp ce Syrmia a fost alipită la Croația independentă. Regiunile din Voivodina (Banat, Šumadija și Braničevo) au rămas sub ocupație germană, având capitala la Šmederevo. La presiunile Mareșalului Ion Antonescu asupra lui Hitler, care voia să cedeze regiunea ungurilor, Banatul (sârbesc) a fost organizat ca regiune autonomă, sub conducerea minorității germane locale (șvabi).
Victimele regimului horthyst în regiunea ocupată au fost în număr de 19.573. Mulți nemaghiari au suferit represiuni, fiind supuși la muncă forțată ori trimiși pe front. Membrii rezistenței locale au fost torturați și executați.
În 1942 o serie de ofițeri maghiari neloiali lui Horthy au executat 3.808 persoane, inclusiv maghiari, într-un raid de proporții în zona anexată. Au fost arestați, judecați, dar s-au refugiat în Germania, unde s-au înscris în Waffen-SS. După război, majoritatea acestor ofițeri au fost condamnați la moarte de către Tribunalul Poporului din Budapesta, iar mai târziu au fost extrădați în Iugoslavia, unde au fost executați.

## Perioada postbelică
După cel de-al Doilea Război Mondial, Horthy a fost arestat de armata Statelor Unite și adus ca martor în Procesul de la Nürnberg.
Cu toate că Tito a cerut ca Horthy să fie judecat drept criminal de război, Aliații au refuzat, aceasta fiind rezultatul influenței americane și a acceptării tacite a lui Stalin. El a fost eliberat și, după 4 ani petrecuți în Bavaria, s-a stabilit în Estoril, Portugalia unde a murit în anul 1957.
În timpul șederii sale în Portugalia și-a scris memoriile, „Ein Leben für Ungarn” („O viață pentru Ungaria”), publicate cu prenumele german și particula germană nobiliară "von" atașată numelui de familie (echivalentul maghiar e ypsilonul final din nume), Nikolaus von Horthy. În cadrul memoriilor, a relatat numeroase experiențe personale, din tinerețe până la sfârșitul celui de-al Doilea Război Mondial. Potrivit notelor de subsol, Horthy era foarte dezamăgit de eșecul revoluției ungare din 1956, la care se pare că a colaborat întrucâtva.
În testamentul său, fostul regent al Ungariei a cerut, să nu fie adus pe pământ ungar înainte de evacuarea ultimului soldat sovietic de acolo. În 1993, după ce rușii au părăsit bazele lor din Ungaria, rămășițele pământești ale lui Horthy au fost reînhumate în orașul său natal, Kenderes.
Guvernatorul Miklós Horthy a fost reabilitat la 4 septembrie 1993 de parlamentul Ungariei, în timpul mandatului premierului József Antall.

## Percepția actuală
În prezent, cercurile extremiste de dreapta și naționaliste din Ungaria încearcă să reabiliteze imaginea lui Horthy, susținând că acesta a fost discreditat de propaganda comunistă.
De asemenea, astfel de grupări sociale susțin că Horthy ar fi redat demnitatea unei țări dezmembrate prin Tratatul de la Trianon, ar fi încercat să protejeze evreii unguri și că ar fi dat dovadă de patriotism în conflictele sângeroase din perioada Republicii Ungare a Sfaturilor susținute de URSS.
Astfel, la Kereki a fost ridicată o statuie din lemn, în mărime naturală, reprezentându-l pe Horthy.
La Debrețin, pe zidul colegiului evanghelic, a fost amplasată o placă de marmură în onoarea sa, pe locul unde una similară fusese înlăturată în 1947.
De asemenea, în Budapesta urmează să fie amplasată o statuie ecvestră a conducătorului.